# Међународни дан за подршку жртвама насиља
Међународни дан за подршку жртвама насиља (енгл. International Day in Support of Victims of Torture) се обележава сваког 26. јуна по одлуци Генералне скупштине Уједињених нација. 

## Историјат
Међународни дан за подршку жртвама насиља је установљен 1998. године са циљем проговарања против злочина тортуре и одавања почасти и подршке жртвама и преживелима широм света.
Генерална скупштина Уједињених нација је 26. јул изабрала за обележавање овог дана из два разлога: 26. јуна 1945, усред Другог светског рата, потписана је Повеља Уједињених нација – први међународни инструмент који обавезује државе чланице Уједињених нација да поштују и унапређују људска права и 26. јуна 1987. ступила је на снагу Конвенција Уједињених нација против тортуре и других сурових, нељудских и понижавајућих казни или поступака. Од тада, скоро сто организација у десетинама земаља широм света обележавају тај дан сваке године догађајима, прославама и кампањама.
Одлуку о годишњем обележавању Међународног дана за подршку жртвама насиља је донела Генерална скупштина Уједињених нација на предлог Данске која садржи светски Међународни савет за рехабилитацију жртава насиља.
Међународни дан за подршку жртвама насиља је 16. јула 2009. изабран за државни празник у Босни и Херцеговини. Године 2015. је донесено Право на рехабилитацију.

## Глобална кампања
Сваке године Индијска железничка угоститељска и туристичка корпорација прати планове кампања организација широм света и крајем године објављује Глобални извештај од 26. јуна где описује догађаје који се одржавају у знак сећања на тај дан. Према Глобалном извештају од 26. јуна 2012. најмање сто организација у шездесет земаља широм света обележило је тај дан конференцијама, радионицама, мирним скуповима, културним и музичким догађајима, догађајима за децу и другим.
Списак организација за које је пријављено да су одржале догађаје у знак сећања на Међународни дан за подршку жртвама насиља 2012. године:
 Албанија: Албански рехабилитациони центар за трауму и тортуру
 Аргентина: Аргентински тим за психосоцијални рад и истраживање
 Јерменија: Институт за цивилно друштво и Фондација против кршења закона 
 Аустралија: Феникс центар, Служба за третман и рехабилитацију жртава насиља и Служба за помоћ и рехабилитацију преживелима насиља и трауме
 Бангладеш: Центар за рехабилитацију преживелих од насиља, Бангладешки центар за људска права и развој и Комисија за људска права Бангладеша
 Боливија: Институт за терапију и истраживање последица тортуре и државног насиља 
 Босна и Херцеговина: Центар за терапију и рехабилитацију Виве Жене 
 Бразил: Група Tortura Nunca Mais
 Бурунди: Солидарност акција за мир 
 Камерун: Центар траума Камерун 
 Камбоџа: Транскултурна психосоцијална организација
 Канада: Канадски центар за међународну правду
 Чад: Центар за рехабилитацију жртава насиља
 Колумбија: Психосоцијални центар Corporación Centro
 Хрватска: Центар за рехабилитацију жртава насиља Загреб 
 Демократска Република Конго: Центар за лечење и рехабилитацију жртава насиља и трауме, Комитет посматрача људских права и Психомедицински центар за рехабилитацију жртава насиља
 Египат: Центар за психолошки менаџмент и рехабилитацију жртава насиља Ел Надим
 Ел Салвадор: Салвадорско удружење преживелих од насиља 
 Финска: Центар за преживеле од насиља у Финској  
 Француска: Акција хришћана за укидање мучења 
 Грузија: Центар за психо–рехабилитацију за жртве тортуре, насиља и израженог стресног утицаја и Грузијски центар за психосоцијалну и медицинску рехабилитацију жртава тортуре
 Немачка: Берлински центар за лечење жртава тортуре и Служба здравствене заштите за избеглице Бохум
 Хонг Конг: Азијска комисија за људска права
 Мађарска: Фондација Корделиа за рехабилитацију жртава тортуре
 Индија: Центар за збрињавање жртава тортуре, Центар за организацију, истраживање и образовање, Транскултурни центар за трауму и тортуру, Јужноиндијска јединица за образовање и праћење људских права и Програм за преживеле од тибетанске тортуре 
 Индонезија: Алијанса демократије, Алијанса цивилног друштва за борбу против тортуре и акција рехабилитације за жртве тортуре у Аћеху
 Иран: Организација за одбрану жртава насиља
 Ирак: Рехабилитација медицинско–психолошког центра за жртве тортуре Бахјат Ал-Фуад
 Ирска: Центар за збрињавање преживелих од тортуре
 Израел: Јавни комитет против тортуре у Израелу
 Кенија: Организација преживелих од тортуре Мватикхо, Независна медицинско–правна јединица, Центар за жртве тортуре, Центар против тортуре и Међународни комитет за спасавање у избегличком кампу Хагадера
 Киргистан: Јавна фондација GOLOS SVOBODY
 Либан: Рехабилитациони центар за жртве тортуре
 Либерија: Либеријско удружење психосоцијалних услуга
 Мексико: Колектив против тортуре и некажњивости
 Молдавија: Рехабилитациони центар за жртве тортуре „Меморија”
 Мароко: Удружење за рехабилитацију жртава тортуре 
 Намибија: Народна помоћ у образовању и саветовање за оснаживање
   Непал: Центар за жртве тортуре Непал 
 Нови Зеланд: Опоравак од трауме за избеглице
 Нигерија: Образовање младих о људским правима и грађанској одговорности и Акција за рехабилитацију и добробит затвореника 
 Пакистан: Организација за људски развој и Борба за промене
 Филипини: Удружење студената медицине Азије – Филипини, Рехабилитациони центар Балаи и Медицинска акциона група
 Русија: Међурегионални одбор невладиних организација против тортуре
 Сенегал: Рехабилитиране жртве насиља и Центар за негу „ЦАПРЕЦ”
 Србија: Међународна мрежа помоћи Центар за рехабилитацију жртава тортуре 
 Шпанија: Координатор за превенцију и пријаву тортуре
 Јужна Африка: Центар за проучавање насиља и помирења, програми „Траума и програм транзиције” и „Трауматски центар за жртве насиља и тортуре”
 Сијера Леоне: Удружење за психосоцијалне услуге заједнице 
 Јужна Африка: Траума центар за преживеле од насиља и тортуре
 Шри Ланка: Центар за породичну рехабилитацију и Канцеларија за људска права „Канди”
 Шведска: Црвени крст Стокхолм и Црвени крст Малме
 Швајцарска: Светска организација против тортуре
 Того: Колектив удружења против некажњивости у Тогу
 Турска: Центар за друштвену акцију, рехабилитацију и прилагођавање за жртве тортуре и Фондација за друштвене и правне студије 
 Уганда: Афрички центар за лечење и рехабилитацију жртава тортуре
 Уједињено Краљевство: Слобода од тортуре, Центар за терапију избеглица и Форум НВО за људска права Зимбабвеа и обештећење 
 Сједињене Америчке Државе: Програм за преживеле од тортуре, Центар за преживеле од тортуре, Центар за преживеле од тортуре и ратне трауме, Флоридски центар за преживеле од тортуре – Програм за јеврејске породичне услуге на обали Мексичког залива, Програм за преживеле од тортуре и тешке трауме у Центру за мултикултуралне људске услуге, Центар за жртве тортуре, Центар за преживеле од тортуре Далас и Национална верска кампања против тортуре 
 Венецуела: Мрежа подршке за правду и мир
У Азији, Азијска комисија за људска права одржава регионалне догађаје сваке године. Мреже против тортуре у разним азијским земљама одржавају скупове и јавне догађаје.